# Distrikt Chaglla
Der Distrikt Chaglla liegt in der Provinz Pachitea in der Region Huánuco in Zentral-Peru. Der Distrikt wurde am 29. November 1918 gegründet. Er besitzt eine Fläche von 707 km². Beim Zensus 2017 wurden 10.913 Einwohner gezählt. Im Jahr 1993 lag die Einwohnerzahl bei 10.552, im Jahr 2007 bei 11.062. Sitz der Distriktverwaltung ist die etwa 3000 m hoch gelegene Kleinstadt Chaglla mit 3201 Einwohnern (Stand 2017). Chaglla befindet sich 11,6 km ostnordöstlich der Provinzhauptstadt Panao.

## Geographische Lage
Der Distrikt Chaglla erstreckt sich über den Süden der Cordillera Azul im Nordosten der Provinz Pachitea. Das Areal wird im Westen vom Río Huallaga begrenzt. Im Nordwesten reicht der Distrikt bis zum Unterlauf des Río Panao. Entlang der südöstlichen Distriktgrenze fließt der Río Caracol nach Osten zum Río Santa Cruz.
Der Distrikt Chaglla grenzt im Süden und im Südwesten an den Distrikt Panao, im äußersten Westen an den Distrikt Umari, im Nordwesten an die Distrikte San Pablo de Pillao und Chinchao (beide in der Provinz Huánuco), im Norden und im Nordosten an die Distrikte Mariano Dámaso Beraún und  Daniel Alomía Robles (beide in der Provinz Leoncio Prado), im Osten an den Distrikt Codo del Pozuzo (Provinz Puerto Inca) sowie im äußersten Südosten an den Distrikt Pozuzo (Provinz Oxapampa).

## Ortschaften
Im Distrikt gibt es neben dem Hauptort folgende größere Ortschaften:
- Cesar Vallejo
- Chinchavito (664 Einwohner)
- Chinchopampa (225 Einwohner)
- Chunatahua (225 Einwohner)
- Huacachi
- Montevideo (204 Einwohner)
- Pampamarca (634 Einwohner)
- Puerto Guadalupe (246 Einwohner)
- San Miguel (202 Einwohner)
- Santa Rita Alta (228 Einwohner)
- Santa Rita Baja (290 Einwohner)